# 天野武
天野 武（あまの たけし、1933年1月21日 - 2022年5月23日）は、日本の民俗学者。

## 略歴
石川県羽咋郡志賀町出身。石川県立羽咋高等学校・金沢大学法文学部卒業。石川県立郷土資料館勤務後、1974年から文化庁に入り主任文化財調査官を務める。1991年から帝京大学教授。1978年『若者組の研究』で柳田賞受賞。

## 著書
- 『若者組の研究 能登柴垣の若者組』柏書房 1978
- 『若者の民俗 若者と娘をめぐる習俗』ぺりかん社 1980
- 『民具のみかた 心とかたち』第一法規出版 1983
- 『子どもの歳時記 祭りと儀礼』柏書房 1984　増補版岩田書院 1996
- 『野兎狩り』(民俗選書)秋田文化出版社 1987
- 『結婚の民俗』(民俗学特講・演習資料集)岩田書院 1994
- 『狩りの民俗』岩田書院 1999
- 『野兎の民俗誌』岩田書院 2000
- 『わが国における威嚇猟とその用具 野兎狩りの場合を中心に』岩田書院 2003

### 監修
- 『都道府県別日本の民俗分布地図集成』監修 東洋書林 1999-2003